# Ерзинкян, Юрий Арамаисович
Юрий Арамаисович Ерзинкян (26 января 1922, Тбилиси — 19 декабря 1996, Москва) — советский и армянский кинорежиссёр. Народный артист Армянской ССР (1975), лауреат Государственной премии Армянской ССР (1979).

## Биография
Родился 26 января 1922 года в Тбилиси, сын революционера-большевика Арамайса Ерзинкяна, младший брат хозяйственного деятеля Левона Ерзикяна.
В 1934—1940 годах работал художником в Ереванском русском драматическом театре имени Станиславского. В 1940—1941 годах прошел стажировку в Московском драматическом театре имени Вахтангова. Оформил спектакли «Жена гвардейца» М. С. Ерзинкян (1942) и «На той стороне» А. А. Барянова (1948) — Ереванский русский театр, «Эти звёзды наши» Л. А. Карагезяна (1952) — Ленинаканский театр драмы имени Мравяна и др.
В 1941—1943 годах — художник «Окон ТАСС» в Ереване, также рисовал для газет «Коммунист», «Комсомолец», «Авангард».
В 1943 году дебютировал в кино как художник фильма «Однажды ночью» (1944) снимаемом Борисом Барнетом в эвакуации на Ереванской киностудии.
В 1946—1951 годах учился в Ереванском театральном институте. Член КПСС с 1952 года.
Параллельно с основной учёбой во второй половине 1940-х годов обучался режиссуре в Москве: в 1946—1947 годах прошёл режиссёрский курс в Театральном училище имени Щукина (мастерская Е. Симонова), затем в 1948—1949 годах окончил режиссерский курс ВГИКа (мастерская Михаила Рома).
Режиссёрский дебют в художественном кино — вторым режиссёром художественного фильма фильма Александра Роу «Тайна горного озера».
С 1954 года — режиссёр киностудии «Арменфильм», снял полтора десятка художественных фильмов, с десяток документальных фильмов.
Одновременно руководил режиссёрской мастерской на факультете культуры Ереванского педагогического института, профессор (1982).
В 1979 году удостоен Государственной премии Армянской ССР за режиссуру и сценарий фильма «Снег в трауре» (по Анри Труайя).
Умер в 1996 году в Москве.

Лаэрт Вагаршян, Юрий Ерзинкян и, конечно же, Фрунзе Довлатян и Генрих Малян — признанные лидеры армянской кинематографии последних десятилетий.— Кино Армении / Альберт Гаспарян. — М.: Крон-пресс, 1994. — 415 с. — стр. 88
Автор мемуаров и статей по киноматографии:
- Юрий Ерзинкян — Ахпат, 1967 год. Из записной книжки кинорежиссёра // Литературная Армения, № 7, 1967. стр. 99-102
- Юрий Ерзинкян — Творческое вдохновение. (О лауреате Гос. премии АрмССР кинорежиссере — документалисте А. Вауни) // Коммунист, 1 декабря 1977
- Юрий Ерзинкян — Великая миссия человека. (О творчестве кинорежиссера Г. Маляна) // Коммунист, 2 октября 1979
- Юрий Ерзинкян — Царь-режиссёр Борис Барнет // Искусство кино, 1986

## Фильмография
Художественные фильмы:
- 1954 — Тайна горного озера (фильм Александра Роу, второй режиссёр)
- 1955 — В поисках адресата (совм. с А. Мартиросяном)
- 1956 — Пленники Барсова ущелья
- 1958 — О моём друге
- 1958 — Песня первой любви (совм. с Л. Вагаршяном)
- 1960 — Голоса нашего квартала
- 1962 — Кольца славы
- 1964 — Трудный переход
- 1968 — Жил человек
- 1969 — Мосты через забвение
- 1971 — Хатабала
- 1975 — Этот зелёный, красный мир
- 1978 — Снег в трауре
- 1982 — Схватка
- 1985 — Куда идёшь, солдат?
- 1987 — Пять писем прощания

Документальные фильмы:
- 1946 — Второй армянский киноконцерт (совместно с П. Бархударяном)
- 1952 — Архитектура социалистического Еревана (совместно с Э. Карамяном)
- 1965 — Если приедете к нам в Ахпат
- 1965 — Поёт Рози Армен
- 1971 — Гаянэ
- 1972 — Армянские фрески
- 1985 — Паспорт в бессмертие